# NGC 74
Az NGC 74 egy spirálgalaxis az Andromeda (Androméda) csillagképben.

## Felfedezése
Az NGC 74 galaxist William Parsons fedezte fel 1855. október 7-én.

## Tudományos adatok
A galaxis 7089 km/s sebességgel távolodik tőlünk.